# Seznam zápasů jamajské fotbalové reprezentace na MS
Jamajská fotbalová reprezentace byla celkem 1x na mistrovstvích světa ve fotbale a to v roce 1998.
- Aktualizace po MS 1998 - Počet utkání - 3 - Vítězství - 1x - Remízy - 0x - Prohry - 2x

| Číslo | Soupeř    | Výsledek | MS      | Fáze turnaje       | Góly Jamajky      |
| ----- | --------- | -------- | ------- | ------------------ | ----------------- |
| 1.    | Španělsko | 1 – 3    | MS 1998 | základní skupina H | Robbie Earle      |
| 2.    | Argentina | 0 – 5    | MS 1998 | základní skupina H | Eduardo Laing     |
| 3.    | Japonsko  | 2 – 1    | MS 1998 | základní skupina H | Theodore Whitmore |